# Altair (ort)
Altair är en ort i Brasilien.   Den ligger i kommunen Altair och delstaten São Paulo, i den sydöstra delen av landet, 500 km söder om huvudstaden Brasília. Altair ligger 557 meter över havet och antalet invånare är 3 815.
Terrängen runt Altair är huvudsakligen platt. Altair ligger uppe på en höjd. Närmaste större samhälle är Guaraci, 12,2 km öster om Altair.
Omgivningarna runt Altair är en mosaik av jordbruksmark och naturlig växtlighet. Runt Altair är det glesbefolkat, med 12 invånare per kvadratkilometer.